# 808:90
Albums de 808 State
Quadrastate
(1989) Ex:el
(1990)
808:90 ou Ninety est un album de 808 State, sorti en 1989.

## L'album
Le titre Pacific atteint la 10e place du hit-parade britannique. Slant Magazine le classe à la 54e place de son classement des meilleurs albums des années 1980. Il fait partie des 1001 albums qu'il faut avoir écoutés dans sa vie. 

### Titres
1. Magical Dream (3:52)
2. Ancodia (5:47)
3. Cobra Bora (6:36)
4. Pacific 202 (5:43)
5. Donkey Doctor (5:24)
6. 808080808 (4:20)
7. Sunrise (6:33)
8. The Fat Shadow (0:59)

### Musiciens
- Martin Price
- Graham Massey
- Gerald Simpson (uniquement sur Pacific 202)
- Andrew Barker
- Darren Partington